# Ecdytolopha aurantianum
Ecdytolopha aurantianum är en fjärilsart som beskrevs av Lima 1927. Ecdytolopha aurantianum ingår i släktet Ecdytolopha och familjen vecklare. Inga underarter finns listade i Catalogue of Life.